# Томс Гартманіс
Томс Гартманіс (латис. Toms Hartmanis; народився 12 грудня 1987, Лієпая, Латвія) — латвійський хокеїст, нападник. Виступає в ризькому Динамо-Юніорс, виступав у складі юніорської збірної Латвії (U-18) та молодіжної збірної Латвії (U-20).